# اس‌اس اتوی
اس‌اس اتوی (به انگلیسی: SS Otway) یک زیردریایی بود که طول آن ۵۲۲ فوت (۱۵۹ متر) بود. این زیردریایی در سال ۱۹۰۹ ساخته شد.